# Герб Красногородского района
Герб муниципального образования «Красногоро́дский райо́н» Псковской области Российской Федерации.
Герб утверждён решением Собрания депутатов Красногородского района от 25 июня 2001 года.
Герб внесён в Государственный геральдический регистр Российской Федерации под регистрационным номером 794.

## Описание герба
«В лазоревом (синем, голубом) поле на зелёном холме, обременённом лазоревым, тонко окаймлённым серебром волнистым поясом, червлёная (красная) деревянная крепость с башнями по четырем углам, две передние больше; внутри крепости на зелёной земле червлёная деревянная церковь; кровли башен, стен и главки церкви золотые. Во главе возникающее сияющие золотое солнце (без изображения лица) с расширяющимися лучами».
Герб может воспроизводиться в двух равнодопустимых версиях: без вольной части; с вольной частью — четырёхугольником, примыкающим изнутри к верхнему краю герба муниципального образования «Красногородский район» с воспроизведёнными в нём фигурами герба Псковской области. Версия герба с вольной частью применяется после внесения герба Псковской области в Государственный геральдический регистр Российской Федерации и соответствующего законодательного закрепления порядка включения в гербы муниципальных образований Псковской области вольной части с изображением герба Псковской области.

## Обоснование символики
Герб муниципального образования «Красногородский район» — «говорящий» герб, отражающий название центра района — поселка Красногородска, который был основан в 1464 году как крепость, в связи с укреплением юго-западной границы Псковской земли, и назывался Красный городец. Башни крепости, стоящие в 4-х углах, и стены были деревянные. На территории крепости находилась Спасопреображенская церковь.
Красный цвет в геральдике — символ тепла, активности, мужества, праздника, красоты.
Волнистый пояс обозначает реку Синюю, на берегах которой стоит Красногородск.
Голубой цвет в геральдике — символ чести, славы, преданности, истины, красоты, добродетели и чистого неба.
Зелёный цвет символизирует природу района, сельское хозяйство, животноводство, растениеводство, а также лесопереработку. зелёный цвет также символ здоровья и весны.
Золото в геральдике символ высшей ценности, величия, прочности, силы, великодушия.
Серебро в геральдике — символ простоты, совершенства, мудрости, благородства, мира, взаимосотрудничества.
Герб района разработан при содействии Союза геральдистов России.
Авторы герба: идея герба — Александр Трофимов (п. Красногородск), Дмитрий Игнатьев (п. Красногородск), Егор Красоткин (п. Красногородский), Константин Моченов (Химки); художник — Роберт Маланичев (Москва); компьютерный дизайн — Юрий Коржик (Воронеж).